# Heinrich Friedjung
Heinrich Friedjung (Roštín, 18 gennaio 1851 – Vienna, 14 luglio 1920) è stato uno storico austriaco.
Friedjung nacque a Roschtin (in ceco: Roštín), in Moravia (allora impero austriaco, oggi in Repubblica Ceca). Figlio di una famiglia ebrea è cresciuto a Vienna e studiò storia a Praga e Berlino con Theodor Mommsen e Leopold von Ranke. Insegnò storia e lingua tedesca presso l'Accademia commerciale (Handelsakademie) a Vienna dal 1873 al 1879; poi fu licenziato per aver criticato il governo.

## Opere
- Kaiser Karl IV. u. sein Antheil am geistigen Leben seiner Zeit, Vienna 1876
- Der Ausgleich mit Ungarn. Politische Studie über das Verhältnis Österreichs zu Ungarn und Deutschland, 3 Auflagen, Leipzig 1876/77
- Ein Stück Zeitungsgeschichte, Vienna 1887
- Der Kampf um die Vorherrschaft in Deutschland 1859 bis 1866, zehn Auflagen, Stuttgart-Berlin 1897-1917 (Google books)
- Benedeks nachgelassene Papiere, Leipzig 1901
- Der Krimkrieg und die österreichische Politik, Stuttgart-Berlin 1911
- Österreich von 1848 bis 1860, Berlin 1908
- Denkschrift aus Deutschösterreich, Vienna 1915
- Das Zeitalter des Imperialismus 1884 bis 1914, 3 vol., Berlin 1919-1923
- Historische Aufsätze, 2 vol., Stuttgart- Berlin, 1917–1919